# Serbisch-orthodoxe Diözese Österreich-Schweiz

Diözesen der Serbisch-orthodoxen Kirche in Europa

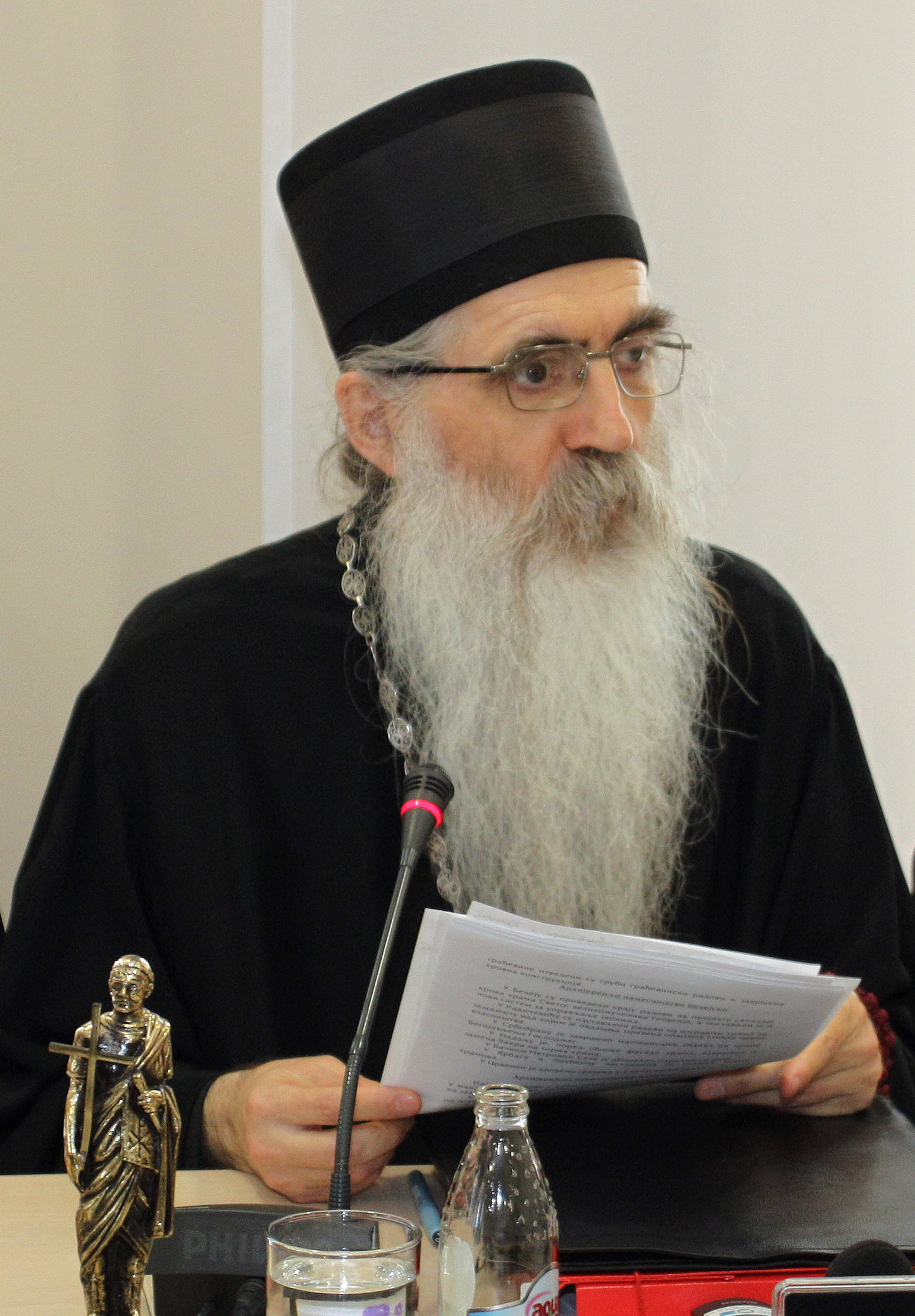
Administrator der Eparchie Irinej Bulović

Die Diözese von Österreich und der Schweiz (serbisch-kyrillisch Епархија аустријско-швајцарска) ist eine Eparchie der Serbisch-Orthodoxen Kirche.
Auf dem Bischofskonzil des Serbisch-Orthodoxen Patriarchats im November 2010 in Belgrad wurde beschlossen, diese Eparchie neu einzurichten. Dazu wurden die Serbisch-orthodoxe Kirche in Österreich und die Serbisch-orthodoxe Kirche in der Schweiz (einschließlich der Gemeinde zu Liechtenstein) aus der Seelsorge der Diözese für Mitteleuropa mit Sitz in Hildesheim-Himmelsthür herausgelöst und mit der Serbisch-orthodoxen Kirche in Italien, die bisher von der Metropolie von Zagreb-Ljubljana betreut wurden, zusammengeführt. 
Als Administrator und vorerst Bischof in Österreich wurde mit einer feierlichen Übergabe 26. Juni 2011 Irinej (Bulović) eingesetzt, Bischof der Eparchie Bačka zu Novi Sad. Am 23. Mai 2014 wählte die Bischofsversammlung der serbisch-orthodoxen Kirche Bischof Andrej Ćilerdžić zum Bischof der Diözese. Bischofsvikar für Österreich ist Erzpriester-Stavrophor Krstan Knezevic. Mit November 2023 übernahm Bischof  Irinej Bulović die Eparchie wieder als Administrator.
Die Serbisch-Orthodoxe Kirche gehört in Österreich zu den staatlich anerkannten Religionsgemeinschaften. Ihr gehören nur auf dem Gebiet der Republik Österreich 350 000 Gläubige an.
2013 wurde der Eparchie auch die Missionsgemeinde in Malta zugeordnet.